# シニアタウン
シニアタウン（Senior Town）、リタイアメント・コミュニティ（Retirement community）とは、高齢者が集まって街を形成し暮らすコミュニティのことをいう。
意図的に開発されたものとして、アメリカの不動産会社Del Webbが1960年から展開しているサンシティが知られている。日本でもサンシティの影響を受け、1990年代から福岡県の美奈宜の杜などがシニアタウンとして開発されている。
介護を必要とする住民向けの住宅や医療サービスまで一体的に整備されたものは、コンティニュイング・ケア・リタイアメント・コミュニティともいわれる。
サンシティなどのように意図的に開発されたもの他、自然発生的な高齢者コミュニティもあり、両者を区別する場合、後者をNaturally Occurring Retirement Community、NORCという。
新たに造られる街は、現存する市街地から離れた土地を開発する事例が数多く見受けられ、文化・娯楽施設や病院、公園などを揃え、独立した街の機能を備えたケースもある。

## アメリカ
アメリカ合衆国では、1960年以降これまで約2,000ヶ所の街が新たに建設され、人口数万人規模の「退職者の村」はよく知られた存在になっている。
ゴルフ場を囲むように住宅を配置し、55歳以上であることを入居条件としたDel Webbのサンシティが有名であり、リゾート型コミュニティの代表例として知られている。サンシティのようなリゾート型コミュニティだけではなく、年齢要件を設けたモービルホームパーク（トレーラーハウス）も存在する。
年齢要件を設けた住宅開発は問題視されていた時期もあるが、1995年に高齢者のための住宅法（The Housing for Older Person Act of 1995）が制定されたことで、55歳以上の住民によるコミュニティ「55＋コミュニティ」は法的位置づけを得た。
また、1980年代以降、意図せず住民の大半が高齢者になってしまった地域、都市部の高齢者集中地区などのNORCの問題も顕在化し、対策が進められてる。
なお、アメリカ合衆国では、「アクティブ・リタイアメント・コミュニティ（active-retirement-community）」や「シニア・コミュニティ（senior-community）」「コンティニュイング・ケア・リタイアメント・コミュニティ（Continuing Care Retirement Communities）」などと呼ばれるものがある。前期高齢者は高齢者用の戸建て住宅に住んでレジャーを楽しみ、後期高齢者は医療のバックアップのある高齢者向け集合住宅で生活支援等を受ける傾向にある。アメリカ合衆国では家の住み替え制度が非常に進んでいる。高齢者は上記のコミュニティから、自分のライフステージに合うものを選択し住み替えていくことが普及している。